# Kamov Ka-137
Le MBVK-137 est un drone de reconnaissance, un drone de surveillance des frontières, de missions de police et de contrôle de l'environnement produit par la société russe Kamov. Il peut déposer des charges spéciales d'urgence en situations de détresse comme un drone de transport et transmettre des informations à partir de zones dangereuses. 

## Description
Trois versions du MBVK-137 sont prévues : montée sur véhicule, aéroportée (hélicoptère Kamov Ka-32) et embarquée sur navire. 
Le système comprend : 
- drone Ka-137 polyvalent ;
- station de commande au sol avec console opérateur équipée des commandes de pilotage, les systèmes de visualisation des données, les équipements vidéo et télécommande.

Le Ka-137 est un hélicoptère formé d'un fuselage sphérique sans poutre de queue muni d'un rotor principal double (contrarotatif, coaxial), d'un train d'atterrissage à 4 jambes élastiques et d'un moteur à piston. Les caméras vidéo et infrarouge, le radar, le retransmetteur de signaux et d'autres équipements (masse maxi : 80 kg) trouvent place dans une soute avionique dédiée.
Le Ka-137 peut effectuer des missions selon un plan de vol préprogrammé ou dirigé par télécommande.